# Spasmo
Pour plus de détails, voir Fiche technique et Distribution.
Spasmo est un giallo italien coécrit et réalisé par Umberto Lenzi, sorti en 1974.

## Synopsis
Sur une plage déserte, Christian, un actionnaire d'une grosse compagnie, et sa petite amie Xenia découvrent une femme évanouie sur le sable. Elle s'appelle Barbara, elle dormait profondément mais, à son réveil, elle disparaît aussitôt. Intriguée par cette dernière, Christian la recroise plus tard à une fête sur un yacht mais elle est accompagnée de son petit ami Alex. Alors qu'il s'apprête à faire l'amour avec Barbara dans une chambre d'hôtel, ils sont agressés par un homme armé, Tatum. Une bagarre éclate et Christian le tue accidentellement. Il fuit aussitôt la scène de crime avec Barbara et se réfugient dans un château où ils font la connaissance d'un vieil homme et d'une fille, Malcolm et Clorinda. Celle-ci déclare à Christian qu'ils se sont déjà vus dans le passé. Lorsqu'il retourne dans la chambre d'hôtel, alors que Barbara est partie sans lui, il découvre que Tatum a disparu. 
Peu à peu, Christian perd la raison et croit qu'il est tombé dans un complot machiavélique. Le yacht a lui aussi disparu et il sent traqué par un homme, Luca. Il voit ce dernier parler à Malcolm dans le château. Plus tard, Christian découvre le vieillard mort. Paniqué et seul, inquiet pour sa santé mentale et sa vie, Christian s'enfuit.
Christian se réfugie dans l'appartement et y passe la nuit. Il est accosté par Tatum, bien vivant. Il lui explique que le complot fomenté contre lui devait le rendre fou. Mais le plan a changé car Christian l'a fait capoter et il doit désormais mourir. Piégé dans une voiture, censée tomber d'une falaise pour le tuer définitivement, Christian tue à temps Tatum. Seul contre tous, réalisant qu'une conspiration est manigancée contre lui, Christian échange ses vêtements avec Tatum, dépose son collier autour de son cou et met son briquet dans la poche de la chemise pour se faire passer pour mort, dépose son cadavre dans la voiture et la pousse dans le vide. 
De loin, Christian voit Barbara et Luca arriver sur le lieu du crime pour être sûrs qu'il est bien mort, ignorant qu'il s'agit du cadavre de Tatum. Ils se dirigent ensuite vers l'usine de la famille de Christian, dirigée par son frère Fritz, qui n'est d'autre celui qui a fomenté tout ça. Barbara est dégoûtée par leur comportement car ils sont satisfaits de la mort de Christian. Elle ne voulait pas qu'il meurt. Leur conversation est entendue par Christian, qui les a secrètement suivis. 
Devant l'usine, Barbara et Luca sont surpris par Christian qui leur explique qu'il sait tout. Surprise de le voir vivant, Barbara lui explique qu'elle est prête à rejoindre son côté et à s'opposer à Luca. Il se réconcilie avec elle et ils s'apprêtent à fuir. À moitié fou, il a des hallucinations et voit le visage de Clorinda ou bien de Xenia.  
Pendant ce temps, Fritz découvre que son frère n'est pas mort dans le crash de la voiture. Dans son manoir, il visionne les funérailles de son père. Il est révélé que Christian est aussi dérangé psychologiquement que son paternel décédé. Depuis son enfance, il a des problèmes mentaux qui bouleversent son comportement. Lors de son internement dans un hôpital psychiatrique, on découvre que Clorinda était son infirmière, alors qu'il était soigné par un médecin, qui n'était autre que Malcolm. Schizophrène, il a tué Xenia et Barbara. Fritz apprend par une lettre que la maladie de son grand-père est héréditaire. 
Alex, le petit ami de Barbara, lui tire dessus mais Christian s'échappe. Il vient mourir sur une plage toute proche.
Fritz voulait tuer son frère mais il a échoué. Chez lui, il possède une collection de mannequins défigurés ou mutilés. Comme Christian et son grand-père, il est fou et il se défoule sur eux pour évacuer ses pulsions meurtrières...

## Fiche technique
- Titre original et français : Spasmo
- Réalisation : Umberto Lenzi
- Scénario : Umberto Lenzi et Massimo Franciosa
- Montage : Eugenio Alabiso
- Musique : Ennio Morricone
- Photographie : Guglielmo Mancori
- Pays d'origine :  Italie
- Langue originale : italien
- Format : couleur
- Genre : Giallo, Thriller psychologique
- Durée : 94 minutes
- Dates de sortie : 
  -  Italie : 16 février 1974

## Distribution
- Robert Hoffmann : Christian Bauman
- Suzy Kendall : Barbara
- Ivan Rassimov : Fritz Bauman
- Adolfo Lastretti : Tatum
- Monica Monet : Clorinda
- Guido Alberti : Malcolm
- Franco Silva : Luca
- Mario Erpichini : Alex
- Maria Pia Conte : Xenia